# Annemarie Fiedermutz-Laun
Annemarie Fiedermutz-Laun (* 1939 in Mainz) ist eine deutsche Ethnologin.

## Leben
Sie wuchs in Mainz auf. Ihr Vater war Architekt, ihre Mutter war Hausfrau. Sie heiratete einen aus dem Banat stammenden Arzt und bekam mit ihm einen Sohn.

## Beruf
Annemarie Fiedermutz-Laun studierte Ethnologie, Soziologie, Wirtschaftsgeographie und Afrikanistik in Mainz, Frankfurt am Main und München. Im Jahr 1970 promovierte sie mit einer Arbeit über Adolf Bastian, Begründer der Ethnologie im deutschsprachigen Raum. Nach Vortragsreisen und Gastdozenturen von 1972 bis 1979 arbeitete sie bis 1986 als wissenschaftliche Mitarbeiterin am Frobenius-Institut in Frankfurt. Ethnologische Feldforschung betrieb sie in Burkina Faso (Westafrika) und habilitierte 1990 an der Ludwig-Maximilians-Universität in München zum Thema „Lehmarchitektur und Lehmkomplex in Westafrika“. Von 1992 bis zu ihrer Emeritierung im Jahr 2004 hatte sie eine C3-Professur am Institut für Ethnologie der Westfälischen Wilhelms-Universität Münster inne.
Schwerpunkte ihrer Lehre und Forschung waren die Geschichte der Ethnologie, Religionsethnologie, Kunst und materielle Kultur sowie Medizinethnologie, mit einem regionalen Fokus auf Afrika.

## Publikationen (Auswahl)
- Annemarie Fiedermutz-Laun: Der kulturhistorische Gedanke bei Adolf Bastian. Systematisierung und Darstellung der Theorie und Methode mit dem Versuch einer Bewertung des kulturhistorischen Gehaltes auf dieser Grundlage. F. Steiner, Wiesbaden 1970, ISBN 3-515-00865-9.
- Annemarie Fiedermutz-Laun: Adolf Bastian und die Begründung der deutschen Ethnologie im 19. Jahrhundert. In: Berichte zur Wissenschaftsgeschichte. Nummer 9, 1986, S. 167–181.
- Annemarie Fiedermutz-Laun et al.: Aus Erde geformt. Lehmbauten in West- und Nordafrika. Hrsg. vom Fresenius-Institut. Philipp von Zabern, Mainz 1990, ISBN 978-3-8053-1107-6.
- Annemarie Fiedermutz-Laun et al. (Hrsg.): Zur Akzeptanz von Magie, Religion und Wissenschaft. Lit-Verlag, Münster 2002, ISBN 978-3-8258-5211-5.
- Annemarie Fiedermutz-Laun: George Alexis Montadon (1879–1944) – Leben und Werk. In Memoriam László Vajda (1923–2010). In: Münchner Beiträge zur Völkerkunde. Jahrbuch des Staatlichen Museums für Völkerkunde München. Band 14, ISBN 978-3-927270-63-3.